# Pasta (singolo)
Pasta è un singolo del cantautore italiano Tananai, pubblicato il 1º luglio 2022 come quinto estratto dal secondo album in studio Rave, eclissi.

## Descrizione
Il brano è scritto e prodotto dallo stesso cantautore.

## Video musicale
Il video musicale è stato pubblicato il 5 luglio 2022 attraverso il canale YouTube del cantautore.

## Tracce
Testi e musiche di Alberto Cotta Ramusino.
1. Pasta – 2:09

## Classifiche
| Classifica (2022) | Posizione massima |
| ----------------- | ----------------- |
| Italia            | 48                |